# Eric J. Stanbridge

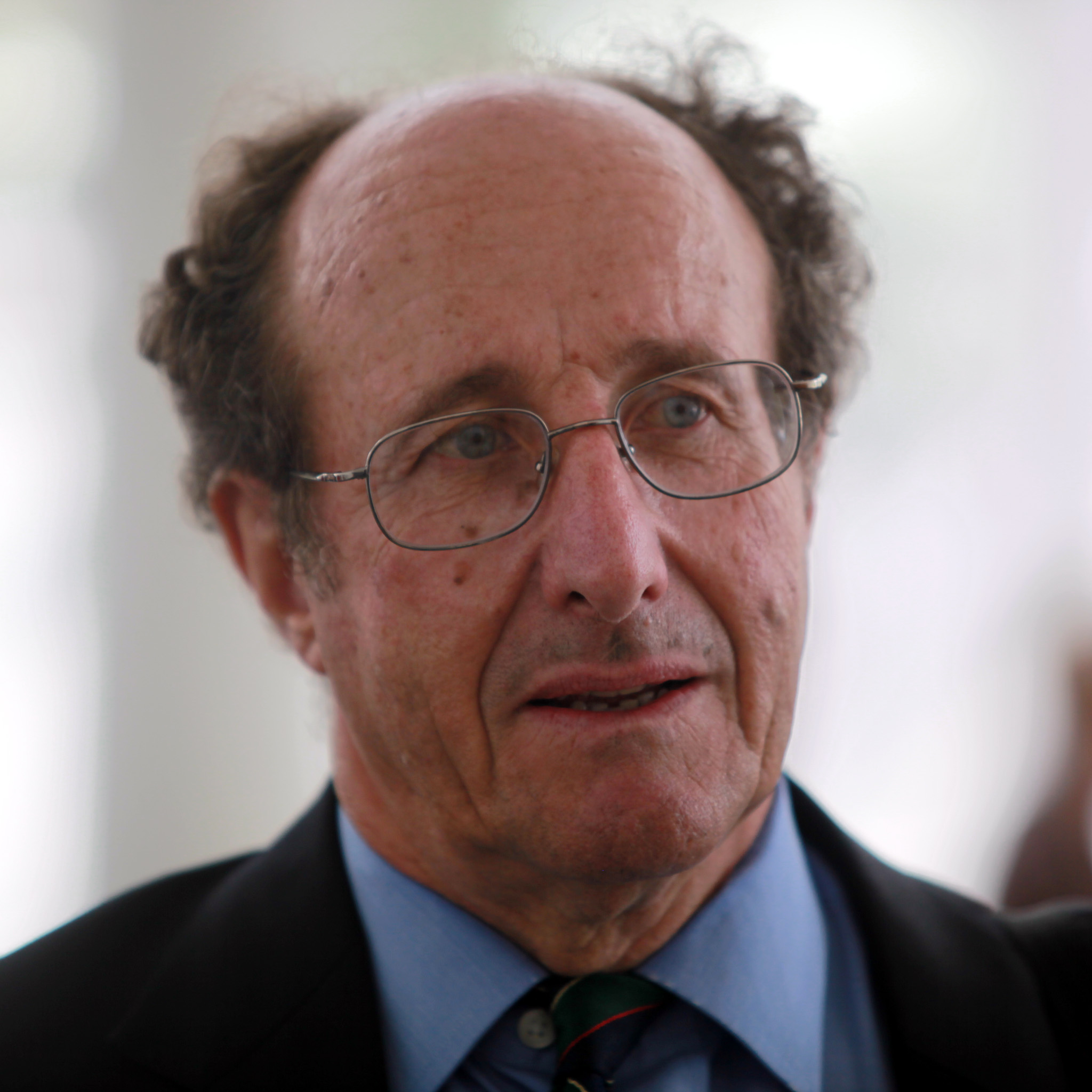
Eric J. Stanbridge (Juni 2012)

Eric John Stanbridge (* 28. Mai 1942 in London) ist ein britischer Mikrobiologe und Distinguished Research Professor an der University of California, Irvine. Sein Arbeitsgebiet ist die Molekulargenetik humaner Krebserkrankungen.

## Werdegang
Stanbridge studierte von 1960 bis 1962 an der Brunel University Biologie, wo er das Studium mit dem Higher National Certificate (HNC, entspricht etwa einem Bachelor) abschloss. Von 1960 bis 1965 arbeitete er auch als technischer Angestellter am National Institute for Medical Research (NIMR) in London und von 1965 bis 1967 als wissenschaftlicher Mitarbeiter am Wistar Institute in Philadelphia. Dort arbeitete er unter anderem mit Leonard Hayflick zusammen.
Am Ewell College studierte er von 1967 bis 1968. Dort schloss er das Studium mit dem Master ab. Von 1968 bis 1969 kehrte er als wissenschaftlicher Mitarbeiter zurück zum NIMR. Seine Dissertation (Interactions between mycoplasmas and human cells in culture) fertigte Stanbridge von 1969 bis 1971 an der Stanford University an, wofür er anschließend den Ph.D. erhielt. Bis 1975 war er wissenschaftlicher Mitarbeiter in Stanford. Danach ging er als Assistenzprofessor an die University of California, Irvine. 1978 wurde er dort Associate Professor. Seit 1982 ist er ordentlicher Professor in Irvine.

## Veröffentlichungen (Auswahl)
Standbridge ist Autor oder Co-Autor von über 250 Veröffentlichungen.
- E. J. Stanbridge: Identifying tumor suppressor genes in human colorectal cancer. In: Science. Band 247, Nummer 4938, Januar 1990, S. 12–13, ISSN 0036-8075. PMID 2403692. (Review).
- E. J. Stanbridge, C. J. Der u. a.: Human cell hybrids: analysis of transformation and tumorigenicity. In: Science. Band 215, Nummer 4530, Januar 1982, S. 252–259, ISSN 0036-8075. PMID 7053574.
- U. B. Göbel, E. J. Stanbridge: Cloned mycoplasma ribosomal RNA genes for the detection of mycoplasma contamination in tissue cultures. In: Science. Band 226, Nummer 4679, Dezember 1984, S. 1211–1213, ISSN 0036-8075. PMID 6505688.
- E. J. Stanbridge, R. L. Weiss: Mycoplasma capping on lymphocytes. In: Nature. Band 276, Nummer 5688, Dezember 1978, S. 583–587, ISSN 0028-0836. PMID 723942.
- M. E. Reff, E. J. Stanbridge: Conformation differences in bacterial ribosomal RNA's in non-denaturing conditions. In: Nature. Band 260, Nummer 5553, April 1976, S. 724–726, ISSN 0028-0836. PMID 817211.
- E. J. Stanbridge: Suppression of malignancy in human cells. In: Nature. Band 260, Nummer 5546, März 1976, S. 17–20, ISSN 0028-0836. PMID 1264187.
- E. J. Stanbridge, J. A. Tischfield, E. L. Schneider: Appearance of hypoxanthine guanine phosphoribosyltransferase activity as a consequence of mycoplasma contamination. In: Nature. Band 256, Nummer 5515, Juli 1975, S. 329–331, ISSN 0028-0836. PMID 1143337.
- E. J. Stanbridge, L. Hayflick, F. T. Perkins: Modification of amino-acid concentrations induced by mycoplasmas in cell culture medium. In: Nature: New biology. Band 232, Nummer 34, August 1971, S. 242–244, ISSN 0090-0028. PMID 5286195.
- E. J. Stanbridge, F. T. Perkins: Tumour nodule formation as an in vivo measure of the suppression of cellular immune response by antilymphocytic serum. In: Nature. Band 221, Nummer 5175, Januar 1969, S. 80–81, ISSN 0028-0836. PMID 4882052.